# Eragrostis frankii
Eragrostis frankii är en gräsart som beskrevs av Ernst Gottlieb von Steudel. Eragrostis frankii ingår i släktet kärleksgrässläktet, och familjen gräs. Inga underarter finns listade i Catalogue of Life.